# Chir
Chir (în arabă شير) este o comună din provincia Batna, Algeria.
Populația comunei este de 5.478 de locuitori (2008).